# Linguistica Pragensia
Linguistica Pragensia je mezinárodní jazykovědný recenzovaný odborný časopis vydávaný Filozofickou fakultou Univerzity Karlovy (od roku 2013, dříve Ústavem pro jazyk český Akademie věd České republiky), který je spjat s Ústavem anglického jazyka a didaktiky FF UK, Ústavem germánských studií FF UK a Ústavem románských studií FF UK.
Nahradil dřívější časopis Philologica Pragensia. Navazuje především na tradici Pražské školy. Původní odborné články a recenze jsou otiskovány v angličtině, francouzštině, němčině, italštině i španělštině.
Jako všechny časopisy z produkce Vydavatelství Filozofické fakulty Univerzity Karlovy vychází i časopis Linguistica Pragensia od roku 2015 zcela v režimu Open Access a jeho digitální podoba je tedy čtenářům volně dostupná z webových stránek.